# Paling Serumpun
Paling Serumpun is een bestuurslaag in het regentschap Sungai Penuh van de provincie Jambi, Indonesië. Paling Serumpun telt 1156 inwoners (volkstelling 2010).